# 帕维伊
帕维伊（法語：Pavilly，法語發音：[paviji]）是法国滨海塞纳省的一个市镇，属于鲁昂区。

## 地理
帕维伊（49°34'6"N, 0°57'13"E）面积14.19 平方千米，位于法国诺曼底大区滨海塞纳省，该省份为法国北部沿海省份，其西部及北部濒大西洋英吉利海峡，东起顺时针与索姆省、瓦兹省、厄尔省和卡爾瓦多斯省接壤。
与帕维伊接壤的市镇（或旧市镇、城区）包括：巴朗坦、布维尔、弗雷基耶讷、利梅西、梅尼勒-帕讷维尔。

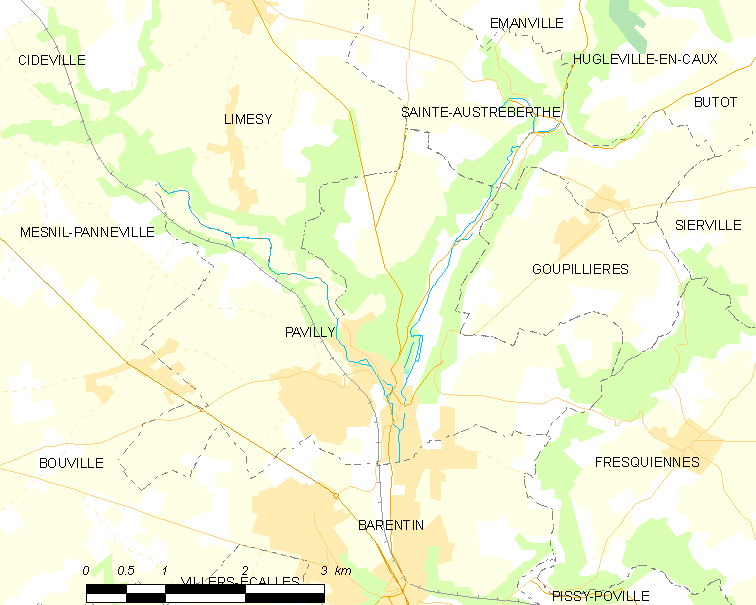
帕维伊的OSM定位图

帕维伊的时区为UTC+01:00、UTC+02:00（夏令时）。

## 行政
帕维伊的邮政编码为76570，INSEE市镇编码为76495。

## 政治
帕维伊所属的省级选区为邦德维尔圣母镇县。

## 人口

1962-2008年间帕维伊人口变化图示

帕维伊于2022年1月1日时的人口数量为6095人。